# 공공역사

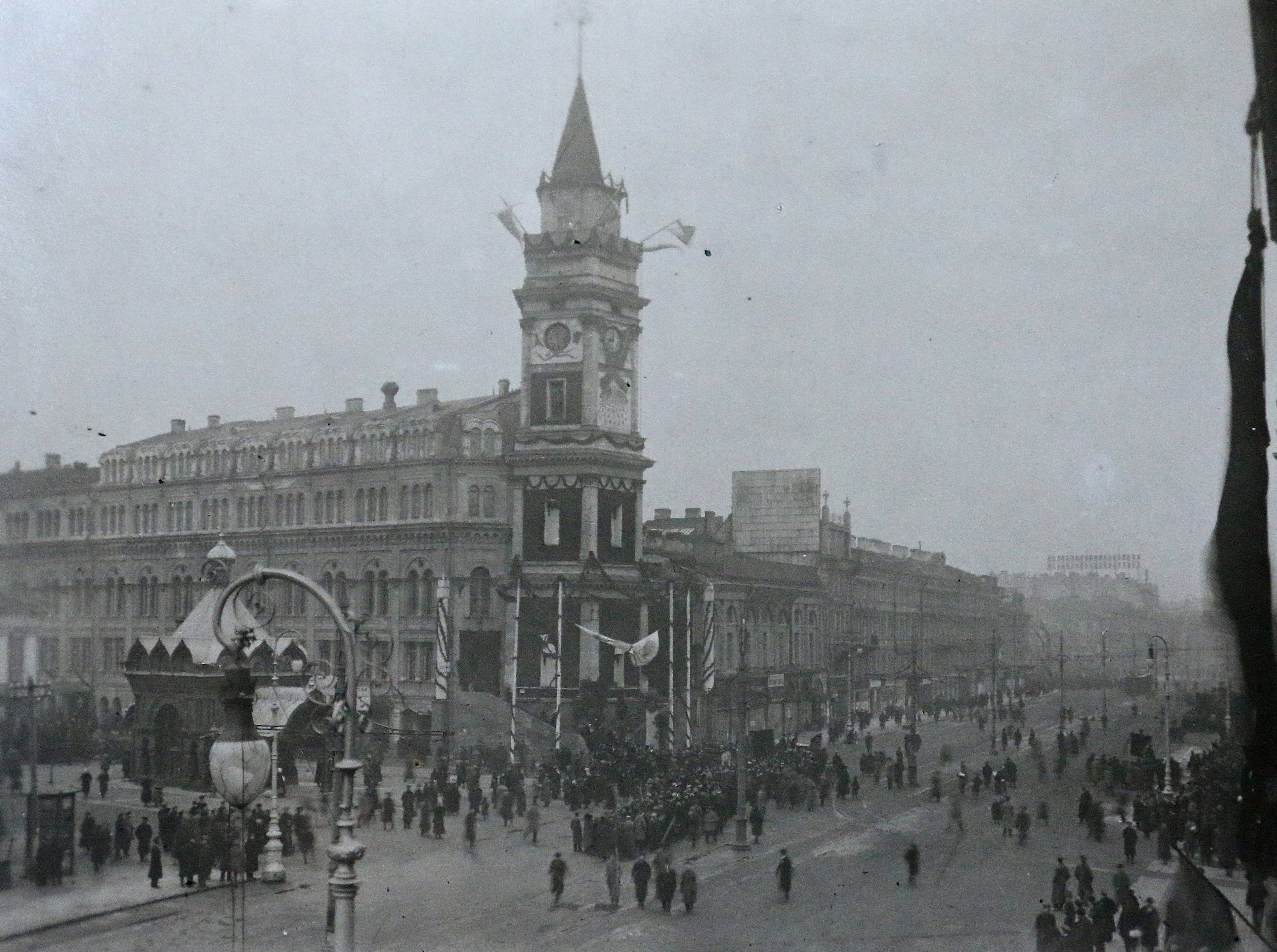

공공역사(公共歷史)는 역사학에서 이루어지는, 훈련받은 사람들에 의한 광범위한 활동으로, 전문학문의 범위 밖에서 이루어진다. 공공역사는 역사의 보존, 기록학, 구술역사, 박물관 큐레이팅, 그리고 다른 관련분야에 깊이 연관된다. 이 분야는 1970년대 말부터 미국과 캐나다에서 점차 전문화 되었다. 공공역사의 실천을 위한 현장은 박물관, 역사적 주택, 역사유적지, 공원, 전장, 기록보관소, 영화, 텔레비전 회사 그리고 각급 정부기관이다.

## 정의
공공역사는 광범위한 실제사항과 연관되고, 많은 다른 분야에서 일어나기 때문에 정확하게 범위를 특정하기는 어렵다.
네 가지 기본적인 요소를 공공역사가라고 하는 인사들의 대화로부터 이끌어 낼 수 있다:
- 역사학적 방법의 적용
- 순수학문에서나 골동품이나 고서수집목적을 넘어서는 범위에서 역사적지식의 유용성을 강조하는 것.
- 전문교육 및 실습에 중점
- 과거와의 공공관계를 심화시키고 권한을 부여하는 목표

이러한 요소들은 1989년 미국 공공 역사에 관한 전국 협의회 (National Council on Public History) 미션 선언문에 다음과 같이 표현되어 있다.
또한 2007년 NCPH board(국가공공역사위원회)의 정의에서 “공공역사는 역사의 공동실습을 위한 연구활동, 방법론, 접근이며, 실행자들이 특별한 통찰력을  갖고  접근가능하고 공공에 유용하도록 하는 것이다.”  그러나 이런 정의는 도전을 불러온다. 즉 공공역사가 전문적인 또는 훈련된 역사가에 의한 노력만으로 이루어지느냐 아니면 역사권위가 이 분야에 대한 핵심요소여야 하는가 하는 것이다. 다른 이들은 공공역사를 위한 많은 “공공”의 존재가 정의하는 일을 복잡해지게 한다는 점을 지적한다. 예를 들면, 역사가 피터 노빅은 공공역사라고 하는 많은 부분이 사실은 사적인 역사(예를 들면 공동의 역사이거나 기록보관소를 만드는 것) 또는 대중 역사( 예를 들면 역사학의 규준 밖에서 이루어지는 연구 또는 전시)라고 하는지를 의문을 제기하였다. 캐새이 스탄톤도 역시 북아메리카의 공적역사에서 좀 더 급진적인 요소를 찾아내었으며 “공공역사활동에서 진보적인 활동을 위하여 얼마나 만큼의 공간이 여유가 있는가?”라고 질문을 하였다.
힐다 킨과 폴 애쉬톤은 역시 영국이나 호주, 뉴질랜드 그리고 미국에서 공공역사의 차이점을 논하면서 “역사가들”과 “그들의 공공역사” 사이의 엄격한 구분에 반대하는 입장을 취하였다. 거의 4,000명을 대상으로 한 2008년 미국에서의 조사는 그 용어에 대하여 1/4정도의 비율이 그것이 자신들의 일에 적용할 수 있는지 유보를 표명한 것으로 나타냈다.
일반적으로 공공역사가라는 용어를 수용하는 사람들은 분야의 경계가 모호하다는 점을 수용하고 있다.  공공역사와 학술역사의 병열은 무시할 수 없으며, 이는 누군가가 우리들이 일반적으로 받아들이는 역사를 누군가 다시 정의하는 것은 복잡성을 유도하기 때문이다.
존 토시는 공공역사를 연구한 역사가로서 가장 생산적인 토론이 구술역사로부터 어떻게 나오는가를 논하였다. 구술역사는 그들의 기억을 인터뷰한 것이었다.
공공역사의 정의는 아직도 미확정으로 남아 있으며 다른 청중과 목적 그리고 정치적 경제적 문화적 설정으로 전문가의 관계 속에 연속적인 재논의가 이루어 질 것이다.
예를 들면, 역사가 가이 비너는 공공역사의 통상 개념이 충분하지 않게 “역사가 은밀하게 다시 논의되는 것을 매우 밀접해지는 것과 역사를 사적이거나 공적인 면이 장난이 되어 버리는 것의 복잡한 관계”라고 결론지었다.

## 관련분야
- 응용역사학
- 기록학
- 문화유산관리
- 역사보존
- 역사고고학
- 박물관학
- 구술역사
- 공공인문학
- 민중의일상사

또한 지난 수십 년 동안 학계 연구의 하위 분야가 발전하여 집단 기억과 역사 제작의 역사와 이론에 중점을 두었다. 이 장학금 제도 (국립 역사 사상 상 수상자에 의해 대표되는)도 "공공 역사"로 간주 될 수 있다.

## 역사
공공역사에는 많은 선례자가 있다. 이 역사에는 박물관, 역사관련 단체, 공공적인 그리고 사적인 기록보관소와 수집물, 유전적인 기념물관련 단체, 보존 기관, 역사적인 것 유물관련 과제, 정부기관의 사무소, 그리고 모든 종류의 인기있는 문화에서 역사의 묘사 등이다.(예를 들면, 역사 픽션)
루드밀라 조르다노바(Ludmilla Jordanova)는 또한 “국가는 공공역사의 핵심에 있으며 공공역사를 국가의 부상과 연결시킨다는 것을 관찰했다. 영국의 신학자 윌리엄 팔레이는 1794년 공공역사는 성공과 실망의 기록이며, 만족 속에 사는 사람들 간의 다툼이라는 것이다.
19세기 후반과 20세기 전반에 서부대학에서 역사학이 형성되었으며 이것은 전문적으로 역사를 시험했던 학자들을 아마추어나 공공의 시행자로부터 점진적으로 분리시키는 효과를 가져오게 되었다.
공공 장소에서 일하는 훈련된 역사가들이 계속 있었지만, 20세기 중반까지 전문 역사가들 사이에서 대중의 참여가 전반적으로 줄었다.
1970년대 많은 정치적 경제적 사회적 사료편찬의 개발이 이러한 추세를 역전시켜  "공공 역사"라고 명시적으로 밝히는 새로운 분야를 만들기 위해 노력했다.
1960년대와 1970년대의 사회적 정의운동은 많은 역사적인 서술의 초점이 된 “위대한 남자들”이라기 보다는 비주요 인사와 여인이나 근로인 사람들 인종적으로 소수인 사람들의 역사에 관심을 가지게 되었다. 영국에서는 이것이 역사 워크샵 운동을 통하여 나오게 되었다.
많은 역사가들은 사회 역사를 주제로 받아들였으며, 일부는 활동가 또는 공공 지향적인 방식으로 장학금을 사용하는 방법으로 공공 프로젝트에 참여하기를 열망했다.
미국에서는 역사가로서의 학문분야 일자리가 심각하게 부족하기 때문에 학문 이외의 일에 종사하게 한다.
동시에 많은 서부유럽 국가에서는 공공적으로 재정적 뒷받침이 된다. 미국 200주년기념제같은 국가적 축제부터 호주나 카나다 같은 나라의 다문화 프로젝트와 , 계보에 대한 대중의 관심, 민속과 가족의 뿌리를 추적함으로써 그리고 다른 역사 관련 활동도 이루어진다.
많은 공업국가에서 탈공업화의 결과로 정부는 지방역사와 낙후지역의 재활성화의 기반조성이나 관광객유치를 위한 문화에 지원하고 있다.
필요, 성향 또는 둘다에서 점점  역사에서 대학원을 졸업하고 비학문적 일자리에서 일을 하는 사람들이 많아졌다.
1966년 미국역사보존법이나 1970년대의 카나다 역사연구자의 공공서비스로 포함시키는 것 같은 공공정책결정과 문화투어의 증가와 박물관의 전문화 증가, 역사학회증가 같은 것은 역사학분야를 발전시키게 하였다.
미국에서 공공역사 분야의 탄생은 캘리포니아대학 산타바바라캠퍼스에서 시작하였는데 그대학 로버트켈리는 역사학과교수인데 1976년에 록펠러재단의 연구비를 받아 대학과정을 개설하여 공적이나 사설 분야의 경력을 위하여 젊은 역사가를 양성하였기 때문이다.
켈리는“공공 역사”라는 개념을 독자적인 분야로 생각하면서 물 소송 사건에서 컨설턴트 및 법률 증인으로 광범위한 경험을 쌓았다.

1978년 아리조나 스콧데일과 1979년 캘리포니아 몬테시토에서 있었던 학술회의는 새로운 분야의 유발을 촉진하는데 도움이 되었습니다
1978년 공공역사가라는 전문 학술지의 발간을 시작하였고 1979년에는 국가곡공역사위원회를 설립하여 공공심있는 역사가에게 학문하게 하고 실행가를 미션, 경험, 방법을 공유하는 면에서 도움을 주었다.
캐나다의 공공역사는 여러면에서 비슷한 궤적을 따라오고 있는데, 1970년대 학문분야의 직업위기를 겪은 경험과 공공역사가를 위한 고용원으로서 정부의 중요성 같은 것이다.

1983년 워터루대학은 공공역사에서 마스터스프로그램을 만들었고(지금은 없어졌다), 그후 1986년 웨스턴온타리오대학이 뒤따랐고, 2002년엔 칼튼대학이 뒤를 이었다.

미국에서와 마찬가지로 카나다의 역사와 유산프로젝트에의 공공펀딩은 과거 20년간 줄어들었으며 공공철학자는 점점 더 많이 의존하는 추세이다.
공공역사는 또한 호주에서도 있는 분야이며 유럽이나 다른 지역에는 정도가 덜하다.
라틴아메리카에는 공공역사가 브라질에서 제일 활성화되어 있는데 사회역사와 구전역사와 밀접히 관련되고 있다.
2012년 브라질공공역사네트웨크가 창립되었는데 출판이나 국내나 국제적인 행사를 지원하는 일을 맡고 있다. 창의적인 범세계적인 대화를 촉진하기 위한 것이다.
미국과 캐나다에서처럼 많은 나라에서 꼭 공공역사라고는 할 수 없지만 비슷한 사항이 역사가나 역사의 해석에서 이루어지고 있다.

국제공공역사연맹(IFPH-FIHP)이 2010년 창립되고 2012년에는 국제운영위원회가 선거에 의해 결성되었다. IFPH는 국제역사학위원회 안에 있는 상설소위원회이다.
IFPH는 공공역사의 실행과 가르치는 일에 관하여 국제적인 교류를 넓히는 노력을 하고 주간공공역사와 협동작업 중의 하나이다.
공공역사는 발전을 계속해가고 있으며 스스로 정의를 해가고 있다. 현재 많은 학부와 대학원 에 공공역사프로그램이 미국 캐나다 그리고 다른 나라에 개설되어 있다(아래의 목록과 연결 참고).
이 분야는 역사학의 지식의 창조에서 폭넓은 참여와 접근에 중점을 두고 전자역사와 자연적으로 시너지효과를 갖고 발전해 간다.
최근에  NCPH Book Award가 매년 수여되어 공공역사의 장학금이 점점 늘어나고 있다.
몇 개 나라에서 연구가 진행되었다. 사람들이 어떻게 공공역사가의 센스를 자기들의 과거와 청자들을 연결하는데 이해하고 연관시키는지 하는 것이었다.
세간의 이목을 끄는 “역사전쟁”이 여러 곳에서 최근에 공공전시행사와 역사의 해석에 일어나는 동안 공공역사가들은 이런 것을 과거의 의미에 대하여 왕성한 토론에 참여하는 기회로 환영하는 경향이 있다. 그러면 이것들의 의미에 도달하는 것에 대해 논쟁하게 된다(예를 들면 식민과 원주민의 역사에 대한 호주의 논쟁,  “누가 카나다 역사를 죽였는가?” 라는 1998년 잭 그라낫슈타인의 책에 대한 논쟁, 1994년의 국가항공우주박물관의 에올라게이 폭탄에 대한 기획전 논쟁 등이 있다.)

지역에서 수집해서 공개적으로 발표하는 역사의 진화하는 한 형태는 일상의 역사를 수집하는 새로운 형태를 촉진하는 풀뿌리 레벨에서 아직 작동한다.  역사는 This House Could Talk and the Humanities Truck 보다 덜 중요하고 효과가 덜한 역사의 공공연한 표현이었다 .

## 실례
공공역사로버트켈리기념상 (Robert Kelley Memorial Award)국가위원회는“개인, 기관, 비영리 단체 또는 기업 단체가 역사를 벗어난 평범한 사람들의 개인 생활과 관련된 역사를 만들어내는 데 크게 기여했다는 점에서 명예롭고 뛰어난 업적을 인정한다. 학계 수상자들은 학술, 정부 및 대중 프로젝트의 광범위한 융합을 반영한다.
수상자는 학문적, 정부적, 대중적 프로젝트의 폭넓은 융합을 반영한다.
- 2014 - Michael Devine, Director, Harry S. Truman Library and Museum
- 2012 - Lindsey Reed, Managing Editor of The Public Historian
- 2010 – Richard Allan Baker, United States Senate Historical Office
- 2008 – Alan S. Newell, Historical Research Associates, Inc.
- 2006 – Dwight T. Pitcaithley, National Park Service
- 2004 – The Government and Citizens of the Tr’ondek Hwech’in, First Native Peoples of the Klondike
- 2002 – The University of South Carolina Public History Program
- 2001 – Debra Bernhardt, Robert F. Wagner Labor Archives at New York University
- 1999 – Otis L.Graham Jr., University of North Carolina, Wilmington
- 1998 – The American Social History Project
- 1997 – Page Putnam Miller, Coordinating Committee for the Promotion of History (now the National Coalition for History)
- 2014-Michael Devine, Harry S. Truman 도서관 및 박물관 소장
- 2012-린지 리드, 공공 역사가 편집장
- 2010 – Richard Allan Baker, 미국 상원 역사 사무소
- 2008 – Alan S. Newell, 역사연구회
- 2006 – Dwight T. Pitcaithley, 국립 공원 관리소
- 2004 – 클론 다이크의 최초 원주민인 Tr'ondek Hwech'in의 정부와 시민
- 2002 – 사우스 캐롤라이나 대학교 공공 역사 프로그램
- 2001 – Debra Bernhardt, 뉴욕 대학교 Robert F. Wagner 노동 기록 보관소
- 1999 – 윌 밍턴 노스 캐롤라이나 대학교 오티스 엘 그레이엄 주니어
- 1998 – 미국 사회역사프로젝트
- 1997 – Page Putnam Miller, 역사 증진을 위한 조정위원회 (현재는 국가 역사 연합)

## 대학의 교육과정
미국, 캐나다 등의 공공 역사에 관한 광범위한 학부 및 대학원 프로그램 목록은 National Council on Public History 웹 사이트에 있다.
- MA in Public History (Heritage Interpretation or Historic Preservation)  Southeast Missouri State University
- MA & PhD in Public History North Carolina State University, Raleigh, NC, United States
- MA in Public History West Virginia University, Morgantown, WV United States
- MA in Public History, University of South Carolina, Columbia, SC
- MA & Ph.D. in Public History, Arizona State University, Tempe, Arizona, United States
- MA in History with Concentration in Public History, American University, Washington, D.C., United States
- MA in History with Concentration in Public History, University of Massachusetts Amherst, Amherst, MA, United States
- MA in History with Concentration in Public History, Northeastern University, Boston, MA, United States
- MA in Public Humanities, Brown University, Providence, RI, United States
- MA in History with Concentration in Public History, Georgia Southern University, Statesboro GA, United States
- MA in Public History, Central Connecticut State University, New Britain, Connecticut, United States
- MA in Public History, Carleton University, Ottawa, Ontario, Canada
- MA in Public History, University of Houston, Houston, Texas
- MA in Public History, Indiana University Purdue University Indianapolis, Indiana, United States
- MA in Public History & Joint PhD in American History/Public History, Loyola University Chicago, Chicago, Illinois, United States
- MA in Public History, The University of Massachusetts, Amherst, Massachusetts, United States
- MA Public History, Department of History, Royal Holloway, University of London
- MA in Public History, Oral History and Community Heritage, University of Huddersfield, United Kingdom
- MA Public History, Ruskin College Oxford
- MA Public History and the Institute for the Public Understanding of the Past, University of York, York, United Kingdom
- MA in Public History, Stephen F. Austin State University, Nacogdcohes, Texas
- MA in Public History, Temple University, Philadelphia, Pennsylvania, United States
- MA in Public History, Texas State University, San Marcos, Texas, United States
- MA & PhD in Public History, University of California, Santa Barbara; also has joint PhD program in Public History with California State University, Sacramento
- MA in Public History, The University of Western Ontario, London, Ontario, Canada
- MA in Public History, Wright State University, Dayton, Ohio
- MA in Public History and Cultural Heritage, Trinity College, Dublin
- MA in Historical Studies, Public History Track, University of Maryland, Baltimore County, Baltimore, MD, United States
- MA & Ph.D. In Public History, Middle Tennessee State University
- MA in Public History, Freie Universität Berlin, Germany
- MA & PhD in Public History, University of California, Riverside
- MA in History with Concentration in Public History, North Dakota State University, Fargo, North Dakota, United States
- MA in History with a Public History Emphasis, University of Missouri-Kansas City, Kansas City, Missouri, United States
- MA in Applied (Public) and Interdisciplinary History "Usable Pasts", Higher School of Economics, St. Petersburg
- MA in Public History, University of Amsterdam, Amsterdam, The Netherlands
- MA in Public History, Hellenic Open University, Patras, Greece
- BA/BS in History with a Concentration in Public History, Ball State University, Muncie, Indiana, United States
- BA in History with an Emphasis in Public History, Grand Canyon University, Phoenix, Arizona, United States
- MA in Public History, Northern Kentucky University, Highland Heights, Kentucky, United States
- MA in History with a concentration in Public History & Graduate Certificate in Public History, University of Louisville, Louisville, Kentucky, United States

## 참고 자료
원전 Wikipedia “Public History”   2019. 11. 30. 17:46의 번역임
- Reflections on an Idea: NCPH’s First Decade[permanent dead link] by Barbara J. Howe, Chair's Annual Address, The Public Historian, Vol. 11, No. 3 (Summer 1989), pp. 69–85
- ""Public History Redux"[permanent dead link], Public History News (September 2007)
- Peter Novick, That Noble Dream: The "Objectivity Question" and the American Historical Profession (1988), 510-21
- Cathy Stanton,  The Lowell Experiment: Public History in a Postindustrial City (U. of Massachusetts Press, 2006), p. 28
- Paul Ashton and Hilda Kean (eds), People and their Pasts: Public History Today (Palgrave Macmillan, 2009), p. 1
- John Dichtl and Robert B. Townsend, "A Picture of Public History: Preliminary Results from the 2008 Survey of Public History Professionals" in Public History News, Vol. 29, No. 4 (September 2009)
- Tosh, John (2013-08-21). The Pursuit of History. doi:10.4324/9781315835341. ISBN 9781315835341.
- Guy Beiner, Forgetful Remembrance: Social Forgetting and Vernacular Historiography of a Rebellion in Ulster (Oxford University Press, 2018), pp. 11-12.
- Marko Demantowsky, “Public History” – Sublation of a German Debate?, Public History Weekly, volume 3, number 2, 2015
- Ludmilla Jordanova, The Practice of History (London: Edward Arnold, 2003) p. 155.
- Editorial, Public History Review, vol 10, 2003, p. 5.
- Ian Tyrrell, Historians in Public: the Practice of American History, 1890-1970 (Chicago: University of Chicago Press, 2005), p. 209.
- Rebecca Conard, Benjamin Shambaugh and the Intellectual Foundations of Public History (Iowa City: University of Iowa Press, 2002), p. 148
- James Green, Taking History to Heart: The Power of the Past in Building Social Movements (Amherst, Massachusetts: University of Massachusetts Press, 2000), p. 2
- Novick, That Noble Dream, p. 512
- Bella Dicks, Culture on Display: The Production of Contemporary Visitability (Maidenhead, UK: Open University Press, 2003), p. 35
- John R. English, "The Tradition of Public History in Canada," The Public Historian Vol. 5, No. 1 (Winter 1983), pp. 58-59
- G. Wesley Johnson, "The Origins of The Public Historian and the National Council on Public History," The Public Historian Vol. 21, No. 3 (Summer 1999), pp. 167-79
- English, "Tradition of Public History in Canada"
- Lyle Dick, "Public History in Canada: An Introduction," The Public Historian Vol. 31, No. 1 (February 2009), pp. 9-10
- Ann Curthoys and Paula Hamilton, “What Makes History Public?” Public History Review 1992, pp. 8-13
- Jill Liddington, "What is Public History? Publics and Their Pasts, Meanings and Practices," Oral History (Spring 2002)
- Anthony R. Sutcliffe, "Gleams and Echoes of Public History in Western Europe: Before and After the Rotterdam Conference," The Public Historian Vol. 6, No. 4 (Fall 1984), pp. 7-16
- "Brazilian Public History Network".
- "IFPH-FIHP – The International Federation for Public History blog promotes international debates between Public Historians and informs about the activities of the IFPH-FIHP".
- "Serge Noiret: Next Steps for the International Federation, Public History News, Volume 32, Number 4, September 2012, p.10" (PDF).
- Internal Commission for the International Committee of Historical Sciences Archived 2015-09-23 at the Wayback Machine
- For an overview of these, see Margaret Conrad, Jocelyn Létourneau, and David Northrup, "Canadians and Their Pasts: An Exploration in Historical Consciousness," The Public Historian Vol. 31, No. 1 (February 2009)
- "Connecting Neighbors through their buildings".
- "Robert Kelley Memorial Award". National Council on Public History.
- "Public History Program - History - Georgia Southern University". cah.georgiasouthern.edu.
- Postgraduate programm in Public History (since 2017) (description, videos in Greek). www.eap.gr. Retrieved 2019-02-12.
- Manolis Peponas, "Public History in Greece". ifph.hypotheses.org. Retrieved 2019-02-12.
- "Bachelor of Arts in Public History | GCU". www.gcu.edu. Retrieved 2018-04-15.

- Andrew Hurley. Beyond Preservation: Using Public History to Revitalize Inner Cities (Temple University Press; 2010) 248 pages; focus on successful projects in St. Louis and other cities.
- What is Public History? from the NCPH
- Reflections on an Idea: NCPH’s First Decade by Barbara J. Howe, Chair's Annual Address, The Public Historian, Vol. 11, No. 3 (Summer 1989), pp. 69–85
- Public History in Canada. Special Issue, The Public Historian, Vol. 30, No. 1 (Winter 2009).
- Juniele R. Almeida & Marta G. O. Rovai (ed.) Introdução à História Pública (Letra e Voz; 2011); first Brazilian public history handbook.
- La “Public History”: una disciplina fantasma? in Serge Noiret (ed.): "Public History. Pratiche nazionali e identità globale", Memoria e Ricerca, n.37, May–August 2011, pp. 10–35. (together with " Premessa: per una Federazione Internazionale di Public History", pp. 5–7.)
- Serge Noiret. Internationalizing Public History in Public History Weekly Vol. 2, No. 34 (sept. 2014)
- Irmgard Zündorf. Contemporary History and Public History in Docupedia Zeitgeschichte, March 16, 2017.